# Weertman (île)
Pour les articles homonymes, voir Weertman.
L'île Weertman  est la plus grande et la plus méridionale des îles Bennett (en), située dans la baie d'Hanusse (en). Elle a été cartographiée à partir de photos aériennes prises lors de l'Expédition Ronne (RARE) (1947-48) et Falkland Islands and Dependencies Aerial Survey Expedition (FIDASE) (1956-57), et nommée par l'UK Antarctic Place-Names Committee (UK-APC) d'après Johannes Weertman (en), un métallurgiste américain qui a proposé une théorie du glissement des glaciers sur leurs lits et a apporté d'importantes contributions à la théorie de la circulation des glaciers.